# Scolomus talamanca
Scolomus talamanca là một loài tò vò trong họ Ichneumonidae.